# Eunidia macrophthalma
Eunidia macrophthalma är en skalbaggsart som beskrevs av Stefan von Breuning 1940. Eunidia macrophthalma ingår i släktet Eunidia och familjen långhorningar.
Artens utbredningsområde är Kenya. Inga underarter finns listade i Catalogue of Life.